# Mohamed Džalál
Mohamed al-Džalál (* 1972) je bývalý jemenský zápasník – judista.

## Sportovní kariéra
V roce 1992 byl členem judistického týmu, který poslal nově sjednocený Jemen k účasti na olympijské hry v Barceloně. V Barceloně prohrál v úvodním kole lehké váhové kategorie do 71 kg se Salvadorcem Juanem Carlosem Vargasem na ippon technikou morote-gari. Další významné judistické soutěže se neúčastnil.